# منطقه الشیخ بدر
منطقه الشیخ بدر (به عربی: منطقة الشیخ بدر) یک منطقه در سوریه است که در استان طرطوس واقع شده‌است.

## خصوصیات
منطقه الشیخ بدر ۲۱۴٫۳۴ کیلومترمربع مساحت و ۵۲٬۹۸۱ نفر جمعیت دارد.